# Pilopogon laevis
Pilopogon laevis är en bladmossart som beskrevs av Thériot 1936. Pilopogon laevis ingår i släktet Pilopogon och familjen Dicranaceae. Inga underarter finns listade i Catalogue of Life.